# Émines
Émines is een plaats en deelgemeente van de Belgische gemeente La Bruyère. Émines ligt in de Waalse provincie Namen en was tot 1 januari 1977 een zelfstandige gemeente.

## Geografie
Gelegen op 7 km. van Namen, op 13 km. van Eghezée en op 3 km. van Rhisnes en Daussoulx. De bergachtige bodem bevat doorgaans kalkgrond.

## Demografische ontwikkeling
- Bronnen:NIS, Opm:1831 tot en met 1970=volkstellingen, 1976= inwoneraantal op 31 december

## Geschiedenis
Emines wordt een eerste maal vermeld in een document van 1047. Oud leenroerig domein waarvan de naburige lenen Seimois en Chenoy afhingen. Te Emines zelf lagen de achterlenen La Motte, Salerial en Mocheron. Godin d'Emines wordt vermeld in 1209 en 1211, Evrard d'Emines, ridder, in 1228-1235, Guillaume d'Emines, leenman, in 1327. Deze familie stierf uit in de 17e eeuw. In 1686 werd de hoge heerlijkheid verkocht aan Nicolas Servais De Heusch de la Zangrie, geboortig van Eigenbilzen, zijn zoon Alard Laurent Gilles Ferdinand De Heusch verkocht in 1731 de heerlijkheid Emines aan de voogden van de nog minderjarige Théodore Pasquet, deze verkocht het op 4 augustus 1732 aan Nicolas Joseph De Lemède die het op zijn beurt afstond aan zijn oudste zoon, eveneens Nicolas Joseph DeLemède genaamd. Emines was destijds een heel arm dorp waar de melaatsheid grote verwoestingen onder de bevolking aanrichtte en dat bovendien meermaals het slachtoffer werd van drukkende oorlogsschattingen. Op een heuvel tussen Emines en Rhisnes bevindt zich het oude kasteel St.Martin. Op het grondgebied bevindt zich ook het fort van Emines, dat behoorde tot het verdedigingsstelsel van de Maas, dit werd in 1914 door de Duitsers tot puin herleid na een 10 uur durende beschieting. In de herbouwde Romaanse kerk van 1870-1872 bevinden zich nog grafstenen uit de 13e en 15e eeuw.

## Economie
Bedrijvigheid : landbouw, enkele steengroeven en een pannenfabriek. 